# 嘉御山
嘉御山（英語：The Great Hill）位於香港新界沙田大圍銅鑼灣山，是嘉華國際集團發展的低密度住宅項目。屋苑共有3座分層式、樓高11層的住宅和8間獨立大屋，提供114個單位。物業於2007年發售，並於同年9月入伙，但在2010至2016年間暫停發售，直到2016年初才將最後若干座洋房發售。

## 前身
此項目前身為舊沙田理民府（1970年代成立；1981年後改名沙田政府合署，主要供地政總署及規劃署使用）及第三代沙田警署（1979年2月7日禾輋邨沙田警署現址啟用後，改為少年警訊會所）。在2002年排頭沙田政府合署啟用及少年警訊遷出後，上址一直丟空至2004年土地拍賣為止。最後，在嘉華投得此項目後，所有原來建築物均已清拆，只餘下舊警署閘口及更亭（但該閘口已被封閉）。

## 設施
會所樓高兩層，設施包括室外泳池、日光浴場、健身室、宴會廳及圖書閣等。